# Ingolstadt Nord
Ingolstadt Nord – stacja kolejowa w Ingolstadt, w kraju związkowym Bawaria, w Niemczech. Znajdują się tu 3 perony. Można skorzystać z przejścia podziemnego.